# Fernando Sagaseta

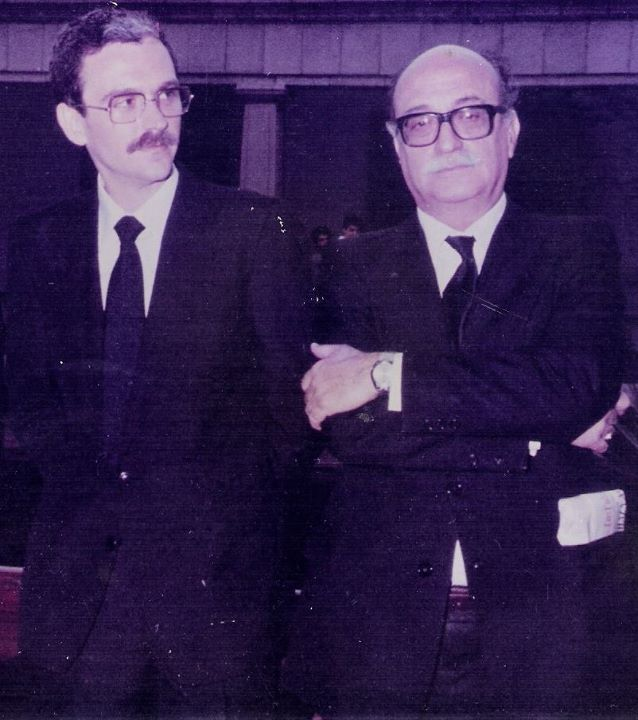
Fernando Sagaseta amb el seu nebot Joaquín Sagaseta, 1980

Fernando Sagaseta de Ilurdoz Cabrera (Las Palmas de Gran Canària, 24 de juliol de 1927 - 3 de desembre de 1993) fou un advocat, escaquista i polític comunista canari.

## Biografia
Va estudiar Dret en la Universitat de La Laguna i en la dècada de 1950 va començar a participar en diferents moviments antifranquistes, així com en els grups de suport afavorits pel Partit Comunista d'Espanya i per l'Església Cubana (grup de caràcter anticlerical) per a salvar la vida de l'heroi popular Juan García Suárez "El Corredera", finalment condemnat a mort i executat a garrot vil el 1959, execució que va desembocar aquest mateix any en la transformació d'aquests grups en Canàries Lliure. Si bé l'orientació política de Canàries Lliure no va estar totalment definida, podria parlar-se d'aquest com un moviment per les llibertats polítiques democràtiques i nacionals de Canàries amb elements de caràcter socialista. Canàries Lliure tindria, no obstant això, escassa incidència, i tot just s'organitza fora de l'illa de Gran Canària (si exceptuem algun petit grup que es coordina a Tenerife en el qual destaca l'advocat laboralista Antonio Cubillo).
El 1962 després de la realització d'unes pintades a l'Estadi Insular de Las Palmas, tot el grup és detingut, i Fernando Sagaseta és enviat a distints penals peninsulars, entre els quals cal esmentar el Penal de Burgos, on contactarà amb José Satué (PCE), qui finalment el convenç perquè ingressi en dita partida el 1963. Després de la seva sortida de presó el 1965 obre un despatx d'advocats al costat de Carlos Suárez i Augusto Hidalgo, i impulsarà des d'aquí les lluites i mobilitzacions socials. A causa del seu activisme polític el 1969 és suspès de l'exercici de l'advocacia. El 1968 arriben a notorietat les seves discrepàncies amb la línia eurocomunista defensada per la direcció del PCE, especialment el seu secretari general Santiago Carrillo, i amb els nous dirigents del partit a Canàries, respresentats especialment per José Carlos Mauricio. A causa d'aquests enfrontaments és expulsat del partit i començarà a organitzar la tendència dels militants del PCE organitzats en cèl·lules (Cèl·lules Comunistes). El 1977 les Cèl·lules Comunistes es coalitzaren juntament amb altres organitzacions per a formar primer Pueblo Canario Unido (PCU) i després, el 1979, Unión del Pueblo Canario (UPC), coalició per la qual serà elegit diputat a les eleccions generals espanyoles de 1979. Va ser famós pel seu oratoria vehement i encesa.
El 1984, les Cèl·lules Comunistes funden juntament amb altres destacaments comunistes el Partit Comunista dels Pobles d'Espanya (PCPE), i Fernando Sagaseta formarà part del seu Comitè Central i el seu Comitè Executiu, on va presentar repetidament en nom dels comunistes canaris la tesi i proposta de la independència del partit canari. El 1989 va abandonar el PCPE i un nucli central de les antigues Cèl·lules Comunistes a Canàries es va reconstituir de facto per a decidir ocasionalment sobre successives col·laboracions amb altres formacions i candidatures, per exemple el 1992 va participar en Izquierda Unida, col·laboració que va suspendre per decisió col·lectiva. Fernando Sagaseta va morir de càncer de pulmó el 1993.